# Xian de Guinan
Pour les articles homonymes, voir Guinan.
Le xian de Guinan (贵南县 ; pinyin : Guìnán Xiàn) est un district administratif de la province du Qinghai en Chine. Il est placé sous la juridiction de la préfecture autonome tibétaine de Hainan.

## Démographie
La population du district était de 63 542 habitants en 1999.